# Kendrickiana
Kendrickiana is een geslacht van tweekleppigen uit de  familie van de Penicillidae.

## Soort
- Kendrickiana veitchi (B. J. Smith, 1971)